# Ptilodactyla discicollis
Ptilodactyla discicollis is een keversoort uit de familie Ptilodactylidae. De wetenschappelijke naam van de soort is voor het eerst geldig gepubliceerd in 1930 door Pic.